# Gyeonggi
Le Gyeonggi (hangeul : 경기도, Gyeonggi-do, prononciation en coréen : /kjʌŋ.ɡi.do/) est la province la plus peuplée de Corée du Sud. Sa capitale est Suwon. Son nom signifie « province des environs de la capitale », en effet son territoire entoure celui de la capitale nationale Séoul.

## Divisions administratives

### Villes
- Suwon (수원시, 水原市) — la capitale provinciale

- Ansan (안산시, 安山市)
- Anseong (안성시, 安城市)
- Anyang (안양시, 安養市)
- Bucheon (부천시, 富川市)
- Dongducheon (동두천시, 東豆川市)
- Gimpo (김포시, 金浦市)
- Goyang (고양시, 高陽市)
- Gunpo (군포시, 軍浦市)
- Guri (구리시, 九里市)
- Gwacheon (과천시, 果川市)
- Gwangju (광주시, 廣州市) — à ne pas confondre avec Gwangju, la ville métropolitaine
- Gwangmyeong (광명시, 光明市)
- Hanam (하남시, 河南市)
- Hwaseong (화성시, 華城市)
- Icheon (이천시, 利川市) — à ne pas confondre avec Incheon
- Namyangju (남양주시, 南楊州市)
- Osan (오산시, 烏山市)
- Paju (파주시, 坡州市)
- Pocheon (포천시, 抱川市)
- Pyeongtaek (평택시, 平澤市)
- Seongnam (성남시, 城南市)
- Siheung (시흥시, 始興市)
- Uijeongbu (의정부시, 議政府市)
- Uiwang (의왕시, 儀旺市)
- Yangju (양주시, 楊州市)
- Yongin (용인시, 龍仁市)
- Yeoju (여주시, 驪州市)

### Districts
- District de Gapyeong (가평군, 加平郡)
- District de Yangpyeong (양평군, 揚平郡)
- District de Yeoncheon (연천군, 漣川郡)